# Société allemande de photographie
La Société allemande de photographie (Deutsche Gesellschaft für Photographie) est une organisation allemande de photographie.
Elle décerne tous les ans le prix culturel de la Société allemande de photographie et le prix Erich-Salomon.